# Dasychira acronictoides
Dasychira acronictoides är en fjärilsart som beskrevs av Collenette 1937. Dasychira acronictoides ingår i släktet Dasychira och familjen tofsspinnare. Inga underarter finns listade i Catalogue of Life.